# На берегу пустынных волн
«На берегу пустынных волн» — российский немой фильм 1911 года режиссёра Алексея Алексеева-Яковлева. Премьера состоялась 29 ноября 1911 года. Фильм не сохранился.

## Сюжет
Название фильма взято из вступления к поэме А.С. Пушкина «Медный всадник». Перед зрителями разворачивается панорама возникновения и роста Санкт-Петербурга.
Пётр I стоит «на берегу пустынных волн», погружённый в думы о необходимости заложить здесь город, откуда «грозить мы будем шведу». Перед взором Петра проходят грядущие судьбы задуманного города с момента его закладки до настоящего времени.
Надписи также были заимствованы из вступления к поэме А. С. Пушкина «Полтава».

## В ролях
- Угрюмов — Пётр I

## Критика
Обозреватель журнала «Кинематографический театр» писал: «Помимо прекрасного выполнения, картина достойна внимания и потому, что в живой и завлекательной форме знакомит публику с историей столицы России».
Историк дореволюционного кино Вениамин Вишневский назвал картину «своеобразным игровым „культурфильмом“».